# فرودگاه شهرستان مانیستی -بلکر
فرودگاه مانیستی کانتی -بلکر (به انگلیسی: Manistee County-Blacker Airport) یک فرودگاه همگانی با کد یاتا MBL است که یک باند فرود آسفالت دارد و طول باند آن ۱۶۷۷ متر است. این فرودگاه در کشور ایالات متحده آمریکا قرار دارد و در ارتفاع ۱۸۹٫۳ متری از سطح دریا واقع شده‌است.